# 興南本町駅
興南本町駅（こうなんほんまちえき、フンナムボンジョンえき、흥남본정역）は、日本統治時代の朝鮮咸鏡南道咸州郡興南邑にあった朝鮮総督府鉄道咸鏡線の駅（廃駅）である。1940年（昭和15年）に廃止された。

## 歴史
- 1931年（昭和6年）12月26日：開業。
- 1940年（昭和15年）10月1日：廃止。[3]